# Terebra praelonga
Terebra praelonga é uma espécie de gastrópode do gênero Terebra, pertencente a família Terebridae.